# Adolf Stern (Schriftsteller)

Adolf Stern, eigentlich Friedrich Adolf Ernst (* 14. Juni 1835 in Leipzig; † 15. April 1907 in Dresden), war ein deutscher Literaturhistoriker und Dichter.

## Leben
Adolf Stern besuchte die Thomasschule zu Leipzig, musste seine schulische Ausbildung aber infolge der schlechten finanziellen Verhältnisse seiner Familie vorzeitig abbrechen. 1852 gelang es ihm, an den Universitäten Leipzig und Jena Geschichte, Vergleichende Sprachwissenschaft, Literatur und Kunstgeschichte zu studieren. Daneben führte er das Leben eines Literaten sowie Künstlers und konnte Verbindungen zu Peter Cornelius, Felix Dräseke und Otto Ludwig knüpfen. Mit Friedrich Hebbel stand er zudem in brieflichem Kontakt.
1860 wurde Stern Lehrer für Literatur und Geschichte am Krauseschen Institut in Dresden und setzte nebenbei seine Studien an der Universität Jena fort. 1863 heiratete er Malvine Krause, eine Landschaftsmalerin, die er als „Jone“ in seinen Gedichten verewigte. Nach einem Zwischenaufenthalt in Schandau wurde er 1868 außerordentlicher und 1869 ordentlicher Professor für Literaturgeschichte am Königlich-Sächsischen Polytechnikum in Dresden, an dem auch Hermann Hettner als Professor für Kunstgeschichte wirkte und dessen Biograph er nach dessen Tod wurde.
Nach dem frühen Tod seiner Frau Malvine 1877 heiratete er 1881 die renommierte Pianistin und Klavierlehrerin Margarete Herr (1855–1899), eine Schülerin von Franz Liszt und Clara Schumann, der er nach ihrem Tod eine Biographie widmete.

## Werke (Auswahl)

### Als Autor
Erzählungen
- Historische Novellen. Weber, Leipzig 1866.
- Aus dunklen Tagen. Ein Novellenbuch. 3. Aufl. Schultze Verlag, Hamburg 1904 (Nachdr. d. Ausg. Leipzig 1879).
- Die Wiedertäufer. Historische Novelle. Reclam, Leipzig 1918 (Nachdr. d. Ausg. Leipzig 1880).
- Die Wiedergefundene. Novelle. DVA, Stuttgart 1891.
- Ausgewählte Novellen. 4. Aufl. Koch Verlag, Dresden 1912.
- Das Weihnachtsoratorium. Novelle. Hesse & Becker, Leipzig 1911 (Hesses Volksbücher).

Romane
- Die letzten Humanisten. Historischer Roman. Verlag Grethlein, Leipzig 1919 (Bilder deutscher Vergangenheit; 6).
- Ohne Ideale. Roman. Grunow, Leipzig 1882.
- Camoëns. Roman. Grunow, Leipzig 1886.

Sachbücher
- Aus dem achtzehnten Jahrhundert. Biographische Bilder und Skizzen. Luckhardt, Leipzig 1874.
- Lexikon der deutschen Nationallitteratur. die deutschen Dichter und Prosaiker aller Zeiten mit Berücksichtigung der hervorragendsten dichterisch behandelten Stoffe. Bibliographisches Institut, Leipzig 1882.
- Die Deutsche Nationallitteratur vom Tode Goethes bis zur Gegenwart. Elwert, Marburg 1886.
- Geschichte der Weltlitteratur in übersichtlicher Darstellung. Rieger Verlag, Stuttgart 1888.
- Hermann Hettner. Ein Lebensbild. Brockhaus, Leipzig 1885.
- Otto Ludwig. Ein Dichterleben. 2. Aufl. Grunow, Leipzig 1894.
- Beiträge zur Litteraturgeschichte des siebzehnten und achtzehnten Jahrhunderts. Brandstetter Verlag, Leipzig 1893.
- Studien zur Litteratur der Gegenwart. Esche-Verlag, Dresden 1895.
- Margarete Stern. Ein Künstlerinnenleben. Koch, Dresden 1901.[1]

Reiseerzählungen
- Wanderbuch, Bilder und Skizzen, Schulzesche Hof-Buchhandlung und Hof-Buchdruckerei, Oldenburg und Leipzig 3. stark vermehrte Aufl. o. J. (1890)

Werkausgabe
- Ausgewählte Werke. Koch, Dresden 1904/08 (8 Bde.).

### Als Herausgeber
- Andreas Oppermann; Adolf Stern (Hrsg.): Das Leben der Maler.
  - Vom vierzehnten bis zum sechszehnten Jahrhundert. Leipzig, 1862 (Digitalisat).
  - Vom sechszehnten bis zum neunzehnten Jahrhundert. Leipzig, 1864 (Digitalisat).
- Fünfzig Jahre deutsche Dichtung. 1820–1870. 2. aufl. Wartig-Verlag, Leipzig 1877.
- Wilhelm Hauff's Werke. Grote, Berlin 1878 (3 Bde.).
- Johann Gottfried von Herder: Ausgewählte Werke. Reclam, Leipzig 1881.
- Christian Gottfried Körner: Gesammelte Schriften. Grunow, Leipzig 1881.
- Voltaires Satyrische Romane und Erzählungen. Eichhoff Verlag, Berlin 1886 (Volksbibliothek der Literatur des 18. Jahrhunderts; 5).
- Theodor Körners Werke. Niemeyer, Tübingen 1974 (3 Bde.; Nachdr. d. Ausg. Stuttgart 1889).
- Otto Ludwigs ausgewählte Schriften. Grunow, Leipzig 1891 (6 Bde.).
- August von Goethes Briefe aus Italien. In: Die Grenzboten. Zeitschrift für Politik, Litteratur und Kunst. 59. Jg. Leipzig 1900, S. 190‒199.
- Friedrich Hebbel: Sämtliche Werke. Knaur, Hamburg 1902 (12 Bde.).
- Franz Liszts Briefe an Carl Gille. Mit einer biographischen Einleitung. Breitkopf & Härtel, Leipzig 1903. (Digitalisat)
- Peter Cornelius: Literarische Werke. Breitkopf & Härtel, Leipzig 1904/05 (4 Bde.).
- Wilhelm von Kügelgen: Jugenderinnerungen eines alten Mannes. Max Hesses Verlag, Leipzig. 1904/1905.